# 會江站
會江站是廣州地鐵2號線的車站，位於中国广东省廣州市番禺区南大干线宝江路口的地底，于2010年9月25日启用。

## 車站結構

### 车站楼层
会江站共设有两层。地面为车站各出入口，周边为南大干线、宝江路及邻近建筑；地下一层为站厅；地下二层为2号线月台。
| 地下一层 | 站厅     | 售票機、客服中心、商店、警务室、安检设施 |  |  |
| 地下二层 | 2 站台   | █2号线 广州南站方向（下站：石壁）        |  |  |
|          | 岛式站台 |                                          |  |  |
|          | 1 站台   | █2号线 嘉禾望岗方向（下站：南浦）        |  |  |

### 站厅
会江站采用无柱站厅设计，使车站站厅更为宽敞。为方便行人进出，收費區设於站厅西侧，四周为行人通道。收費區內設有一台专用电梯、两条扶手電梯及两组樓梯供乘客往返月台。
會江站現時设有便利店、鸭脖店等，站內亦設有自動售賣機、自助售卡/充值机等设施。

### 月台

月台全景图（嘉禾望岗方向）

会江站设有一个岛式月台，位于宝江路的地底。

### 出入口
会江站目前設有2個出入口供乘客进出。
2025年2月，本站D口开始围蔽建设，同期将建设连接省残疾人康复基地的地下通道。
|                                                     |                                                           |      |          | |
| 編號                                                | 设施                                                      | 照片 | 出口指示 | 建議前往的目的地 |
| A                                                   | 盲道标志 · 轮椅升降台标志 · 无障碍通道标志 · 扶手电梯标志 |      | 南大干线 | 宝江路、广东省残疾人辅助器具资源中心、广州广日物流有限公司、地铁会江站公交车站、地铁会江站（巨大创意产业园）公交车站（南行） |
| C                                                   | 盲道标志 · 扶手电梯标志                                   |      | 南大干线 | 日立电梯（中国）有限公司、地铁会江站（巨大创意产业园）公交车站（北行）                                                       |
| 註： 設有 \| 設有 \| 設有輪椅升降台 \| 設有扶手電梯 |                                                           |      |          | |

## 接驳交通
| 编号   | 编号  | 线路           | 线路                         | 线路     | 收费  | 备注       |
| ------ | ----- | -------------- | ---------------------------- | -------- | ----- | ---------- |
|        | 番145 | 番禺市桥汽车站 | ⇆                            | 石壁小学 | 2–3元 | 20–40分/班 |
|        | 番182 | 沙溪大道东     | ⇆                            | 周山岗   | 2元   |            |
|        | 番185 | 沙溪大道东     | 全程 ⇆                       | 石壁一村 | 2元   |            |
| 短线 ⇆ | 番185 | 沙溪大道东     | 地铁会江站（巨大创意产业园） |          | 2元   |            |

| 编号   | 编号  | 线路       | 线路   | 线路       | 收费 | 备注            |
| ------ | ----- | ---------- | ------ | ---------- | ---- | --------------- |
|        | 番187 | 地铁大石站 | 全程 ⇆ | 陈头岗     | 2元  |                 |
| 短线 ⇆ | 番187 | 地铁大石站 | 周山岗 |            | 2元  |                 |
|        | 番夜2 | 陈头岗     | ⇆      | 地铁大石站 | 3元  | 番187路附属线路 |

## 利用情况
会江站由于距大石街道西部的居民区较近，因此出入口旁设有公交车接驳站供乘客轉乘公交车前往大石街道中心地区或大石站换乘接驳。车站周边为较有规模的工業區，同时附近为会江村，因此车站的客流繁忙时间集中在早晚高峰期间，在非繁忙時間人流量並不高。

## 历史
会江站最早出现在2000年的地下铁路方案中，当时拆解后的2号线方案南部則改為延長至廣州新客站（現廣州南站），中途设本站，位置与现时基本一致。在2003年方案中，該走向基本定型。在规划之初，本站以官坑站的名义出现。
随后本站于2007年正式动工建设，2008年底车站主体封顶。2010年9月28日，本站随新二号线、八号线开通运营而正式启用。
2022年年末疫情期间，本站曾受防控措施影响，于11月28日至11月30日下午暂停服务。

## 未來發展
佛山地铁4号线有規劃未來二期段延伸進入番禺區，並設有會江站，與广州地铁2号线交匯。现会江站未作出预留。惟佛山地铁4号线二期為遠期規劃，詳情現時並未明朗。